# Église Saint-Jean de Lacalm
L'église Saint-Jean est une église située sur la commune du Fraysse dans le département français du Tarn.

## Localisation
L'église est située sur la commune du Fraysse, en région Occitanie.

## Description
La longueur du vaisseau est de 20 m, sa largeur de 6,20 m et sa hauteur de 7 m. 
Les chapelles ont 3,90 m de long sur 3 m de large ; le clocher avec la flèche une hauteur totale de 18,90 m.

## Historique
En 1826, Monsieur Lacroux, un gros propriétaire de Lacalm, fait construire sur ses deniers une chapelle approuvée par l'Archevêché.
En 1831, cinq propriétaires mécènes  - Messieurs Lacroux, Puech, Roques, Puech et Guiraud- s'associent pour édifier une véritable église.
Le 13 septembre 1832, l'église est cédée à l'Archevêché d'Albi.
Le 30 novembre 1832, à la suite de la constatation de malfaçons, l'Archevêque d'Albi place d'autorité l'église de Saint-Jean sous la responsabilité de la paroisse de Lacalm.
En 1857, l'église, mal construite, menace de s'effondrer. 
Trois ans plus tard, une nouvelle église est construite sur l'emplacement de l'église détruite. L'achèvement du clocher durera plusieurs années.
Le 19 octobre 1959, les boiseries sont classées au répertoire des Monuments historiques.

## Mobilier
Remarquables boiseries sculptées de Pierre Laclau. On dénombre une tribune, un baptistère, trois autels, trois retables, un appui de communion, un confessionnal, un lutrin, une chaire. L'ensemble fait l'objet d'un classement aux Monuments historiques le 19 octobre 1959. Celui-ci permet d’effectuer des travaux d’entretien et de restauration de 1985 à 1995.

## Particularité
L’ensemble de ces boiseries concentrées dans un espace réduit fournit une acoustique exceptionnelle favorable aux concerts de musique de chambre et médiévale.